# الزوايا الأربع
الزوايا الأربع (بالإنجليزية: Four Corners)‏ هي منطقة أمريكية حدودية تشكل النقطة الوحيدة التي تحد أربع ولايات أمريكية مختلفة وهي ولايات أريزونا وكولورادو ونيو مكسيكو ويوتا وقد أصبحت العبارة تستعمل لذكر الولايات الأربع.

ولايات الزوايا الاربع